# Fillière (Haute-Savoie)
Pour les articles homonymes, voir Fillière.
Fillière [filjɛʁ] est, depuis le 1er janvier 2017, une commune nouvelle française située dans le département de la Haute-Savoie en région Auvergne-Rhône-Alpes.

## Géographie

### Voies de communication et transports
La gare de Saint-Martin-Bellevue, fermée en 2010, est située sur le territoire communal, dans la commune déléguée de Saint-Martin-Bellevue. À proximité, sur le territoire de Groisy, se trouve la gare de Groisy - Thorens - la-Caille, faisant référence à la commune déléguée de Thorens-Glières. Ces deux gares seront desservies par le Léman Express fin 2019.

## Urbanisme

### Typologie
Au 1er janvier 2024, Fillière est catégorisée commune rurale à habitat dispersé, selon la nouvelle grille communale de densité à sept niveaux définie par l'Insee en 2022.
Elle appartient à l'unité urbaine de Fillière, une agglomération intra-départementale regroupant sept  communes, dont elle est ville-centre,,. Par ailleurs la commune fait partie de l'aire d'attraction d'Annecy, dont elle est une commune de la couronne,. Cette aire, qui regroupe 79 communes, est catégorisée dans les aires de 200 000 à moins de 700 000 habitants,.

## Toponymie
La commune tire son nom de la rivière la Fillière.
Elle devait changer de nom pour Val Glières mais ce nom a été refusé fin 2018 par le Ministère de la Cohésion des territoires.

## Histoire
La commune est née du regroupement des communes d'Aviernoz, d'Évires, des Ollières, de Saint-Martin-Bellevue et de Thorens-Glières qui deviennent des communes déléguées, le 1er janvier 2017.
Son chef-lieu se situe à Thorens-Glières ; cependant Aviernoz, Évires, Les Ollières et Saint-Martin-Bellevue conservent notamment l'état civil et la délivrance d'avis en matière d'urbanisme.

## Politique et administration
| Nom                     | Code Insee | Intercommunalité       | Superficie (km2) | Population (dernière pop. légale) | Densité (hab./km2) |
| ----------------------- | ---------- | ---------------------- | ---------------- | --------------------------------- | ------------------ |
| Thorens-Glières (siège) | 74282      | CC du Pays de Fillière | 63,05            | 3 163 (2014)                      | 50                 |
| Aviernoz                | 74022      | CC du Pays de Fillière | 15,90            | 897 (2014)                        | 56                 |
| Évires                  | 74120      | CC du Pays de Fillière | 19,49            | 1 415 (2014)                      | 73                 |
| Les Ollières            | 74204      | CC du Pays de Fillière | 11,64            | 852 (2014)                        | 73                 |
| Saint-Martin-Bellevue   | 74245      | CC du Pays de Fillière | 9,33             | 2 587 (2014)                      | 277                |

### Liste des maires
| Période        | Période                    | Identité          | Étiquette | Qualité |
| -------------- | -------------------------- | ----------------- | --------- | ------- |
| 3 janvier 2017 | En cours (au janvier 2017) | Christian Anselme | DVD       |         |

### Intercommunalité
La communauté de communes du pays de la Fillière fusionne le 1er janvier 2017 avec la communauté de l'agglomération d'Annecy et les  communautés de communes du pays d'Alby-sur-Chéran, de la rive gauche du lac d'Annecy et de la Tournette pour former la Communauté d’agglomération du Grand Annecy.

## Population et société

### Démographie
L'évolution du nombre d'habitants est connue à travers les recensements de la population effectués dans la commune depuis sa création.

En 2022, la commune comptait 9 812 habitants, en évolution de +6,9 % par rapport à 2016 (Haute-Savoie : +6,01 %, France hors Mayotte : +2,11 %).
| 2015  | 2016  | 2017  | 2018  | 2022  |
| ----- | ----- | ----- | ----- | ----- |
| 9 104 | 9 179 | 9 255 | 9 331 | 9 812 |

## Culture locale et patrimoine

### Lieux et monuments
- Église Saint-Maurice-et-Saint-François-de-Sales de Thorens-Glières.
- Plateau des Glières : haut-lieu de la Résistance en Haute-Savoie et premier territoire libéré.
- Château de Thorens.
- Château de Sales.

### Site disparu
- Verrerie d'Usillon : importante verrerie, fondée au XVIIIe siècle, par le général de cavalerie Paul-François de Sales, qui employait, en 1775, plus de trois cents ouvriers[10].